# Platyspondylia
Platyspondylia – rzadka wada wrodzona kręgosłupa polegająca na spłaszczeniu trzonów kręgów.